# Coleoscirus monospinosus
Coleoscirus monospinosus är en spindeldjursart som först beskrevs av Tseng 1980.  Coleoscirus monospinosus ingår i släktet Coleoscirus och familjen Cunaxidae. Inga underarter finns listade i Catalogue of Life.